# 윤승로 (1887년)
윤승로(尹昇老, 1887년 3월 ~ ?)는 일제강점기의 관료이다.

## 생애
강원도 통천군 출신이다. 일제 강점기 초기에 고향인 통천에서 양원면과 임남면 서기를 지내면서 관계에 들어섰다. 1914년에는 보통문관시험에 합격하여 정식으로 관리가 되었고, 통천군에서 판임관견습으로 일했다.
1916년에 조선총독부 서기로 임용되었다. 강원도 통천군과 평강군, 양양군과 원주군에서 근무하였으며, 총독부 전매국 경성전매지국 금성출장소 근무를 겸하기도 하였다. 1928년에 회양군 재무주임으로 승진하였고, 1930년부터는 강원도 세무과에서 근무했다.
1931년에 고등관 8등의 총독부 군수로 발탁되어 영월군에 발령받았고, 이후 삼척군과 홍천군 군수를 차례로 역임하였다. 홍천군수를 마지막으로 1940년 5월에 퇴관하였다. 중일 전쟁 발발 후 국민정신총동원조선연맹 산하에 홍천군연맹이 결성되었을 때, 홍천군수로서 이사장을 겸직하기도 했다.
삼척군수로 재직 중이던 1935년에 총독부가 편찬한 《조선공로자명감》에 353명의 공로자 중 한 명으로 기재되어 있다. 홍천군수이던 1939년을 기준으로 종6위 훈6등에 서위되어 있었다.
2008년 민족문제연구소가 정리한 친일인명사전 수록예정자 명단 중 관료 부문에 포함되었다.

## 참고자료
- 윤승로(尹昇老) - 국사편찬위원회